# John Neschling
John Neschling (Rio de Janeiro, 13 de maio de 1947) é um maestro brasileiro. Foi regente titular e diretor artístico da Orquestra Sinfônica do Estado de São Paulo de 1997 a 2008.

## Vida pessoal
Filho de judeus austríacos, neto da prima do compositor Arnold Schoenberg e sobrinho-neto do maestro Arthur Bodanzky, John Neschling nasceu no Rio de Janeiro em 13 de maio de 1947. John Neschling é casado com a escritora Patrícia Melo e é pai do ator Pedro Neschling (com a atriz Lucélia Santos).

## Carreira
Muito cedo, começou a estudar piano e seguiu a vocação para regência com Hans Swarowsky em Viena, e com Leonard Bernstein em Tanglewood. Entre os concursos internacionais de regência que venceu, destacam-se os de Florença (1969), da Sinfônica de Londres (1972) e do La Scala (1976).
De volta ao Brasil em 1973, assumiu a direção dos teatros municipais de São Paulo e do Rio de Janeiro. Na Europa, foi diretor artístico do Teatro Nacional de São Carlos em Lisboa, do Teatro de São Galo (Suíça), do Teatro Massimo (Palermo) e da Ópera de Bordeaux, além de ter sido regente residente na Ópera de Viena. Dirigiu em 1996 nos Estados Unidos Il Guarany, de Carlos Gomes, na Ópera de Washington, tendo Plácido Domingo no papel de Peri.

### 1997-2008
Dirigiu a Orquestra Sinfônica do Estado de São Paulo (Osesp) entre 1997 e 2008. Nos doze anos em que esteve à frente da Osesp, Neschling elevou o grupo a níveis internacionais, tornando-a reconhecida pela crítica internacional como uma das orquestras a serem notadas entre as melhores do mundo. Neschling gravou com a Osesp uma série de CDs de música brasileira e internacional para o selo sueco BIS, recebendo por isso 5 "Diapason d'or", além de um Grammy Latino pela sua gravação da 6ª Sinfonia de Beethoven pelo selo Biscoito Fino.
Neschling impôs como condição para sua vinda a São Paulo a construção de uma sala de concertos para a orquestra, e o resultado foi a reforma da antiga Estação Julio Prestes (cujo grande hall se transformou na Sala São Paulo). Uma das grandes salas de concerto do mundo, a Sala São Paulo possui acústica elogiada pelos maiores maestros da atualidade que lá se apresentaram. Durante a gestão de Neschling o número de assinantes da orquestra chegou a quase 12.000, foram criadas a Academia de Música da Osesp, o Centro de Documentação Musical Eleazar de Carvalho, a Editora Criadores do Brasil entre outros projetos que revolucionaram o panorama da música sinfônica paulista e brasileira.
Sob sua direção, a Osesp fez duas turnês norte-americanas e duas européias, apresentando-se entre outras salas no Avery Fischer Hall de Nova Iorque e no Musikverein de Viena. Viajou ainda diversas vezes pela América do Sul e realizou duas grandes excursões pelo Brasil.
Em 14 de junho de 2008, a coluna "Direto da Fonte" de Sonia Racy divulgou que Neschling cumpriria o seu contrato com a Fundação Osesp e o governo do Estado de São Paulo somente até o ano de 2010, levando a especulações sobre quem ocuparia a sua vaga. Em 19 de junho de 2008, o maestro oficializou a decisão de não renovar seu contrato com a Osesp em carta ao presidente do conselho, ao então presidente da República Fernando Henrique Cardoso. A 9 de dezembro do mesmo ano, em entrevista ao jornal O Estado de S. Paulo, afirmou que não concordava com o processo pelo qual estava se planejando sua sucessão, considerando-a prematura, e que o governo estadual estaria a interferir de maneira indevida nos assuntos da orquestra. Em 20 de janeiro de 2009 o governo do Estado demitiu Neschling, tendo o Conselho de Administração da Fundação Osesp antecipado no dia seguinte a ruptura do contrato com o maestro, cujo fim havia sido previsto em junho de 2008 para o final de 2010. A decisão ocorreu na ausência de Neschling, que encontrava-se então na Grécia, sendo a carta de demissão assinada por Fernando Henrique Cardoso e enviada por correio eletrônico. O texto informava que a decisão fora unânime, e baseada na entrevista de 9 de dezembro ao Estadão.
Após a demissão, Neschling moveu uma ação indenizatória de 12,5 milhões de reais contra a Osesp devido à quebra de contrato e problemas relacionados à diretoria da Osesp enquanto ainda estava a frente da orquestra. A ação foi ganha em novembro de 2009, sendo concedida uma indenização de 4,5 milhões.

### 2009 - atualidade
A partir de 2009, Neschling estabeleceu-se mais uma vez na Europa, onde atuou como freelancer, dirigindo diversas orquestra na Espanha, Bélgica, Malásia, França, Itália, Suíça e no Festival de Ópera de Verona com a ópera La Bohème de Puccini.
Em 2013, foi convidado pelo prefeito de São Paulo, Fernando Haddad e pelo secretário Municipal de Cultura, Juca Ferreira, para assumir a Direção Artística do Teatro Municipal de São Paulo, função que já exercera entre 1989 e 1990, a convite da então prefeita Luiza Erundina, considerando a experiência como “malograda”, devido à falta de recursos e sua falta de experiência como gestor. No retorno à função, Neschling contou com um orçamento anual de R$64 milhões ao longo de quatro anos, tendo por objetivo a transformação do teatro – que também abriga o Balé da Cidade de São Paulo e o Coral Lírico – em um paradigma de espaço público dedicado à música lírica, democratizando o acesso à ópera. Neschling reintroduziu o sistema de assinaturas, atraindo um público de mais de 150 000 pessoas para a primeira temporada sob sua direção.
Dedica-se também à composição para cinema e teatro, sendo o autor das trilhas sonoras dos filmes Pixote - A Lei do Mais Fraco, O Beijo da Mulher Aranha, Lúcio Flávio, o Passageiro da Agonia, Gaijin - Os Caminhos da Liberdade e Os Condenados, e da minissérie Os Maias. Mais recentemente, compôs a música do filme Desmundo, de Alain Fresnot, e a música incidental da telenovela Esperança.